# Pablo Bustinduy
Pablo Bustinduy Amador (Madrid, 19 de marzo de 1983) es un politólogo y político español. Fue portavoz del Grupo Parlamentario de Unidos Podemos en la Comisión de Asuntos Exteriores del Congreso y diputado de Podemos por Madrid. Fue asimismo el coordinador de la Secretaría Internacional de Podemos. En 2023 estuvo al frente de la sección de internacional de la campaña de Sumar a las elecciones generales, y en la XV legislatura fue nombrado ministro de Derechos Sociales, Consumo y Agenda 2030.

## Biografía
Nació en Madrid en 1983. Es hijo de Ángeles Amador, exministra de Sanidad entre 1993 y 1996, y del ingeniero Javier Bustinduy. Se licenció en Ciencias Políticas y de la Administración por la Universidad Complutense de Madrid y en Psicología por la Universidad Nacional de Educación a Distancia. Amplió sus estudios en Francia, donde obtuvo un máster en Historia y Pensamiento Político en el Instituto de Estudios Políticos de París, con mención summa cum laude; y en Estados Unidos, donde realizó una tesis doctoral en filosofía política en la New School for Social Research de Nueva York, que terminó en 2021.
Ha trabajado como investigador y profesor de Filosofía, Relaciones Internacionales y Políticas Sociales en varias universidades estadounidenses y europeas (incluyendo el City College de Nueva York, New York University y la Universidad de Milán). Ha sido profesor invitado en la Universidad de Columbia y Research Fellow en el Center for American Political Studies de la Universidad de Harvard.
Ha sido articulista en varios medios. Desde diciembre de 2011 ha publicado habitualmente análisis de política internacional en el Diario Público. Muchos de sus artículos quedaron recogidos en el blog pourlafindutemps. También ha traducido, prologado y editado obras relacionadas con la economía, el pensamiento político y la estética, como Cleptopía, de Matt Taibbi, El destino de las imágenes, de Jacques Rancière, la obra colectiva Lugares comunes, o Estado de vigilancia: crítica de la razón securitaria, de Michael Foessel, entre otras.[cita requerida]
Ha escrito junto con Jorge Lago el libro Política y ficción (Península, enero de 2024)

## Trayectoria política

### Podemos
Implicado en el proyecto de Podemos desde sus comienzos, trabajó como coordinador de la Delegación de Podemos en el Parlamento Europeo después de las elecciones europeas de 2014. Desde marzo de 2015 es integrante del Consejo de Coordinación, ocupando la cartera de la Secretaría Internacional. Fue elegido diputado por Madrid en las elecciones de 2015 y reelegido en las de 2016. En el Congreso de los Diputados fue portavoz del Grupo Confederal Unidos Podemos-En Comú Podem-En Marea para las Comisiones de Asuntos Exteriores y Unión Europea.
En noviembre de 2018, Bustinduy se impuso en las primarias de Podemos para determinar el cabeza de lista de la coalición Unidas Podemos Cambiar Europa de cara a las elecciones al Parlamento Europeo de mayo de 2019 en España. No obstante, en marzo de 2019 Bustinduy renunció a encabezar la lista para las elecciones europeas, haciendo pública también una voluntad de alejamiento de la primera línea política, aunque también manifestó su intención de ayudar en la preparación de la candidatura. Bustinduy y Podemos anunciaron que la jurista María Eugenia Rodríguez Palop —descrita por Bustinduy como un «referente político y moral»— ocuparía su lugar en la lista.
Se encuadró en la corriente liderada por Iñigo Errejón en el Congreso de Vistalegre II antes de la ruptura interna en 2019 de Podemos.

### Ministro de Derechos Sociales, Consumo y Agenda 2030
En 2023 estuvo al frente de la sección de internacional de la campaña de Sumar a las elecciones generales, y en la XV legislatura fue nombrado ministro de Derechos Sociales, Consumo y Agenda 2030 del tercer gobierno Sánchez.